# Tena Lukas
Tena Lukas, née le 10 mai 1995 est une joueuse croate de tennis.

## Carrière
Tena Lukas a débuté sur le circuit professionnel en 2011.
En juin 2022, elle gagne son 1er titre en double en catégorie WTA 125 lors du tournoi de Makarska avec la Slovène Dalila Jakupović. 

## Palmarès

### Titre en double en WTA 125
| No | Date       | Nom et lieu du tournoi                        | Catégorie | Dotation  | Surface      | Partenaire       | Finalistes                       | Score            |          |
| -- | ---------- | --------------------------------------------- | --------- | --------- | ------------ | ---------------- | -------------------------------- | ---------------- | -------- |
| 1  | 31-05-2022 | Makarska International Championships Makarska | WTA 125   | 115 000 $ | Terre (ext.) | Dalila Jakupović | Olga Danilović Aleksandra Krunić | 5-7, 6-2, [10-5] | Parcours |

## Parcours en Grand Chelem

### En simple dames
| Année | Open d'Australie | Open d'Australie | Internationaux de France | Internationaux de France | Wimbledon | Wimbledon          | US Open | US Open |
| ----- | ---------------- | ---------------- | ------------------------ | ------------------------ | --------- | ------------------ | ------- | ------- |
| 2022  | —                | —                | —                        | —                        | Q1        | F. Contreras Gómez | Q1      | Eva Lys |
|       |                  |                  |                          |                          |           |                    |         |         |
| 2024  | Q1               | Ivana Popovic    | Q1                       | Jil Teichmann            | Q2        | Panna Udvardy      |         |         |

N.B. : à droite du résultat se trouve le nom de l'ultime adversaire.

## Classements WTA en fin de saison
| Année          | 2011 | 2012 | 2013 | 2014 | 2015 | 2016 | 2017 | 2018 | 2019 | 2020 | 2021 | 2022 | 2023 | 2024 |
| Rang en simple | 884  | 755  | 761  | 469  | 271  | 330  | 340  | 256  | 267  | 259  | 330  | 233  | 226  | 253  |
| Rang en double | –    | 1130 | 1236 | 841  | 735  | 349  | 470  | 342  | 560  | 598  | 493  | 349  | 690  | 496  |

Source : (en) Classements de Tena Lukas sur le site officiel de la Fédération internationale de tennis